# Nico Lauxmann
Nico Lauxmann (* 6. Mai 1975 in Böblingen) ist ein deutscher Politiker (CDU). Er ist seit 2023 Oberbürgermeister von Kornwestheim. Zuvor war er von 2014 bis 2023 Bürgermeister von Schwieberdingen.

## Leben
Lauxmann schloss sein Studium an der Hochschule für Wirtschaft und Umwelt Nürtingen-Geislingen als Diplom-Wirtschaftsjurist (FH) ab. Von 2004 bis 2010 war er bei der Stadt Sindelfingen als persönlicher Referent des Oberbürgermeisters Bernd Vöhringer (CDU), als Wirtschaftsförderer sowie als Amtsleiter tätig. Von 2010 bis 2013 war er Wirtschaftsförderer des Landkreises Calw.
Lauxmann ist evangelisch, verheiratet und hat zwei Söhne. Er lebt in Schwieberdingen.

## Politik
Lauxmann ist Mitglied der CDU. Von 1999 bis 2004 war er Mitglied des Gemeinderats von Holzgerlingen. 2009 bewarb er sich bei der Oberbürgermeisterwahl in Metzingen, unterlag jedoch Ulrich Fiedler. Am 3. November 2013 wurde er im zweiten Wahlgang mit 37,1 Prozent der Stimmen zum Bürgermeister von Schwieberdingen gewählt. Er trat das Amt am 1. Januar 2014 an. Am 24. Oktober 2021 wurde er mit 92,3 Prozent der Stimmen für eine zweite Amtszeit wiedergewählt. Seit 2019 ist er zudem Mitglied des Kreistags des Landkreises Ludwigsburg.
Bei der Oberbürgermeisterwahl in Kornwestheim erhielt er im ersten Wahlgang am 25. Juni 2023 45,2 Prozent der Stimmen. Beim zweiten Wahlgang am 9. Juli 2023 wurde er mit 63,4 Prozent der Stimmen zum Oberbürgermeister gewählt. Er folgte Ursula Keck nach und trat das Amt am 12. September 2023 an.